# Campo (Huesca)
Pour les articles homonymes, voir Campo.
Campo est une commune espagnole appartenant à la province de Huesca (Aragon) dans la comarque de la Ribagorce.